# Грин-Гленс-Арена
Грин-Гленс-Арена (англ. Green Glens Arena) — общественно-развлекательный комплекс, расположенный в ирландском городе Милстрит, в графстве Корк. Площадь внешней территории составляет 0,2 км² и используется для соревнований по конному спорту, крытая арена имеет размеры 80 x 40 метров и вместимость 8 тысяч человек.
До строительства Грин-Гленс-Арены на этом месте было обычное пастбище. Комплекс был возведён в 1993 году специально к музыкальному конкурсу «Евровидение», право на который Ирландия выиграла за год до этого. В 1995 году на арене состоялся поединок за звание чемпиона мира по боксу в среднем весе WBO между британцем Крисом Юбенком и ирландцем Стивом Коллинзом, в котором Коллинз одержал победу.
В настоящее время на Грин-Гленс-Арене проводятся ежегодно международные соревнования по конному спорту, а также работает учебно-развлекательный центр для любителей верховой езды.